# آرنت (اکلاهما)
آرنت(به انگلیسی: Arnett) شهری در ایالت اکلاهما کشور ایالات متحده آمریکا است که جمعیت آن در سرشماری سال ۲۰۱۰ میلادی، ۵۲۴ نفر بوده‌است.